# 华盛顿州行政区划
美国华盛顿州現時下轄39個縣。华盛顿州的前身是华盛顿领地的西部，後來在1889年成為美國的第42個州。华盛顿州的首個县在1845年在非建制地區中建立。華盛頓州的其中八個縣在俄勒岡領地（今俄勒冈州）管治時期建立的，也有26個縣在华盛顿领地時期建立，而其餘五個縣（本頓縣、奇兰县、格蘭特縣、費里縣及庞多雷县）則在华盛顿州建州後才建立。
《華盛頓州憲法》第11條説明了縣在當地的建立。該條款規定新縣的人口須有至少2,000人，而一個縣的人口不能在分拆新縣後降至少於4,000人。其中，圭勒海特縣由於人口偏低，被當時的領地政府廢除。如果要對縣的管轄範圍作出更動，州憲法要求相關地區的“多數選民”聯署請求。1990年代，一些分拆出新縣的提議出現，而當時的提案者將此解釋為“參與投票的大多數人”，直到1998年，華盛頓州最高法院在其裁決中將此澄清為“登記選民中的大多數”。
由美国人口调查局用作區別州縣的聯邦資訊處理標準（FIPS）代碼亦在以下列表中列出。華盛頓州的FIPS代碼是53，故下述FIPS代碼的格式為「53XXX」（略去前缀）。各县的FIPS代碼皆有連結連至该县的人口数据页。

## 列表
| 县           | FIPS代码 | 縣治       | 英文名稱 | 建立年份 | 析自                   | 縣名語源                                                                                  | 人口      | 面积                             | 地图                         |
| ------------ | -------- | ---------- | -------- | -------- | ---------------------- | ----------------------------------------------------------------------------------------- | --------- | -------------------------------- | ---------------------------- |
| 亚当斯县     | 001      | 里茨维尔   |          | 1883     | 惠特曼縣               | 第二任及第六任美国总统约翰·亚当斯及约翰·昆西·亚当斯父子                                   | 18,728    | 1,925平方英里 （4,986平方公里）  | 標示出亚当斯县位置的地圖     |
| 阿索廷县     | 003      | 阿索廷     |          | 1883     | 加菲縣                 | 鰻魚溪（Eel Creek）的內茲珀爾塞語名稱                                                              | 21,623    | 636平方英里 （1,647平方公里）    | 標示出阿索廷县位置的地圖     |
| 本頓縣       | 005      | 普羅瑟     |          | 1905     | 雅基馬縣及克里基塔特縣 | 美國密蘇里州參議員托馬斯·哈特·本頓                                                        | 175,177   | 1,703平方英里 （4,411平方公里）  | 標示出本頓縣位置的地圖       |
| 奇兰县       | 007      | 韦纳奇     |          | 1899     | 奧卡諾根縣及基帝塔什縣 | 美國原住民詞語，解“深水”，可能指代奇蘭湖                                                  | 72,453    | 2,922平方英里 （7,568平方公里）  | 標示出奇兰县位置的地圖       |
| 克拉勒姆县   | 009      | 安吉利斯港 |          | 1854     | 傑佛遜縣               | 克拉蘭人詞語，解“強人”                                                                    | 71,404    | 1,745平方英里 （4,520平方公里）  | 標示出克拉勒姆县位置的地圖   |
| 克拉克县     | 011      | 溫哥華     |          | 1845     | 直接在非建制地區中建立 | 刘易斯与克拉克远征的領隊之一威廉·克拉克                                                   | 425,363   | 628平方英里 （1,627平方公里）    | 標示出克拉克县位置的地圖     |
| 哥倫比亞縣   | 013      | 代顿       |          | 1875     | 瓦拉瓦拉縣             | 哥倫比亞河                                                                                | 4,078     | 869平方英里 （2,251平方公里）    | 標示出哥倫比亞縣位置的地圖   |
| 考利茨县     | 015      | 凱爾索     |          | 1854     | 直接在非建制地區中建立 | 美國原住民考利茨人部落                                                                    | 102,410   | 1,139平方英里 （2,950平方公里）  | 標示出考利茨县位置的地圖     |
| 道格拉斯縣   | 017      | 沃特維爾   |          | 1883     | 林肯縣                 | 美國伊利诺伊州參議員史蒂芬·阿諾·道格拉斯                                                  | 38,431    | 1,821平方英里 （4,716平方公里）  | 標示出道格拉斯縣位置的地圖   |
| 费里县       | 019      | 共和城     |          | 1899     | 史蒂文斯縣             | 首任華盛頓州州長伊莱沙·佩尔·费里                                                          | 7,551     | 2,204平方英里 （5,708平方公里）  | 標示出费里县位置的地圖       |
| 富蘭克林縣   | 021      | 帕斯科     |          | 1883     | 惠特曼縣               | 美国开国元勋之一本傑明·富蘭克林                                                           | 78,163    | 1,242平方英里 （3,217平方公里）  | 標示出富蘭克林縣位置的地圖   |
| 加菲尔德县   | 023      | 波默罗伊   |          | 1881     | 哥倫比亞縣             | 第二十任美國總統詹姆斯·艾布拉姆·加菲尔德                                                  | 2,266     | 710平方英里 （1,839平方公里）    | 標示出加菲尔德县位置的地圖   |
| 格蘭特縣     | 025      | 埃夫拉塔   |          | 1909     | 道格拉斯縣             | 第十八任美國總統尤利西斯·辛普森·格兰特                                                    | 89,120    | 2,681平方英里 （6,944平方公里）  | 標示出格蘭特縣位置的地圖     |
| 格雷斯港县   | 027      | 蒙特萨诺   |          | 1854     | 瑟斯顿县               | 以罗伯特·格雷命名的格雷斯港                                                               | 72,797    | 1,917平方英里 （4,965平方公里）  | 標示出格雷斯港县位置的地圖   |
| 岛县         | 029      | 庫珀維爾   |          | 1853     | 瑟斯顿县               | 惠德比島與卡馬諾島                                                                        | 78,506    | 209平方英里 （541平方公里）      | 標示出岛县位置的地圖         |
| 傑佛遜縣     | 031      | 湯森港     |          | 1852     | 瑟斯顿县               | 第三任美國總統兼《美國獨立宣言》主編托马斯·杰斐逊                                         | 29,872    | 1,809平方英里 （4,685平方公里）  | 標示出傑佛遜縣位置的地圖     |
| 金县         | 033      | 西雅圖     |          | 1852     | 瑟斯顿县               | 原以美國第十四任總統富兰克林·皮尔斯的副總統威廉·鲁福斯·金命名，後改為以馬丁·路德·金恩命名 | 1,931,249 | 2,126平方英里 （5,506平方公里）  | 標示出金县位置的地圖         |
| 基沙普縣     | 035      | 果园港     |          | 1857     | 金县及傑佛遜縣         | 蘇夸米什人部落領袖基沙普                                                                  | 251,133   | 396平方英里 （1,026平方公里）    | 標示出基沙普縣位置的地圖     |
| 基帝塔什縣   | 037      | 埃伦斯堡   |          | 1883     | 雅基馬縣               | 意義不明的基帝塔什人部落詞語，通常譯為“白堊”或“沃土”                                      | 40,915    | 2,297平方英里 （5,949平方公里）  | 標示出基帝塔什縣位置的地圖   |
| 克里基塔特縣 | 039      | 戈尔登代尔 |          | 1859     | 瓦拉瓦拉縣             | 克里基塔特人                                                                              | 20,318    | 1,872平方英里 （4,848平方公里）  | 標示出克里基塔特縣位置的地圖 |
| 劉易斯縣     | 041      | 奇黑利斯   |          | 1845     | 直接在非建制地區中建立 | 刘易斯与克拉克远征的領隊之一梅里韦瑟·刘易斯                                               | 75,455    | 2,408平方英里 （6,237平方公里）  | 標示出劉易斯縣位置的地圖     |
| 林肯縣       | 043      | 达文波特   |          | 1883     | 惠特曼縣               | 第十六任美國總統亚伯拉罕·林肯                                                             | 10,570    | 2,311平方英里 （5,985平方公里）  | 標示出林肯縣位置的地圖       |
| 梅森县       | 045      | 雪爾頓     |          | 1854     | 金县                   | 首任華盛頓領地領地事務卿（Secretary of Washington Territory）查爾斯·H·梅森                                                 | 60,699    | 961平方英里 （2,489平方公里）    | 標示出梅森县位置的地圖       |
| 奧卡諾根縣   | 047      | 奥卡诺根   |          | 1888     | 史蒂文斯縣             | 美國原住民薩利希語系詞語，解“會合”                                                        | 41,120    | 5,268平方英里 （13,644平方公里） | 標示出奧卡諾根縣位置的地圖   |
| 太平洋縣     | 049      | 南本德     |          | 1851     | 劉易斯縣               | 太平洋                                                                                    | 20,920    | 975平方英里 （2,525平方公里）    | 標示出太平洋縣位置的地圖     |
| 庞多雷县     | 051      | 新港       |          | 1911     | 史蒂文斯縣             | 美國原住民龐多雷人部落                                                                    | 13,001    | 1,400平方英里 （3,626平方公里）  | 標示出庞多雷县位置的地圖     |
| 皮尔斯县     | 053      | 塔科马     |          | 1852     | 瑟斯顿县               | 美國第十四任總統富兰克林·皮尔斯                                                           | 795,225   | 1,676平方英里 （4,341平方公里）  | 標示出皮尔斯县位置的地圖     |
| 圣胡安县     | 055      | 星期五港   |          | 1873     | 霍特科姆县             | 以第二代雷維利亞希赫多伯爵胡安·維森特·德·格梅斯命名的聖胡安群島                           | 15,769    | 175平方英里 （453平方公里）      | 標示出圣胡安县位置的地圖     |
| 斯卡吉特县   | 057      | 弗农山     |          | 1883     | 霍特科姆县             | 美國原住民斯卡吉特人部落                                                                  | 116,901   | 1,735平方英里 （4,494平方公里）  | 標示出斯卡吉特县位置的地圖   |
| 斯卡梅尼亚县 | 059      | 史蒂文森   |          | 1854     | 克拉克县               | 支努干語詞語，解“急水”                                                                    | 11,066    | 1,656平方英里 （4,289平方公里）  | 標示出斯卡梅尼亚县位置的地圖 |
| 斯诺霍米什县 | 061      | 埃弗里特   |          | 1861     | 岛县                   | 斯诺霍米什人部落                                                                          | 713,335   | 2,090平方英里 （5,413平方公里）  | 標示出斯诺霍米什县位置的地圖 |
| 斯波坎縣     | 063      | 斯波坎     |          | 1879     | 史蒂文斯縣             | 美國原住民斯波坎人部落                                                                    | 471,221   | 1,764平方英里 （4,569平方公里）  | 標示出斯波坎縣位置的地圖     |
| 史蒂文斯縣   | 065      | 科尔维尔   |          | 1863     | 瓦拉瓦拉縣             | 首任華盛頓領地總督艾薩克·史蒂文斯                                                         | 43,531    | 2,478平方英里 （6,418平方公里）  | 標示出史蒂文斯縣位置的地圖   |
| 瑟斯顿县     | 067      | 奧林匹亞   |          | 1852     | 劉易斯縣               | 美国国会首位俄勒岡領地代表塞缪尔·瑟斯顿                                                   | 252,264   | 727平方英里 （1,883平方公里）    | 標示出瑟斯顿县位置的地圖     |
| 沃凱亞庫姆縣 | 069      | 卡夫拉覓   |          | 1854     | 考利茨县               | 美國原住民華基雅琴人（Wahkiakum，解“高木”）部落領袖                                                | 3,978     | 264平方英里 （684平方公里）      | 標示出沃凱亞庫姆縣位置的地圖 |
| 瓦拉瓦拉縣   | 071      | 瓦拉瓦拉   |          | 1854     | 斯卡梅尼亚县           | 美國原住民瓦拉瓦拉人部落，同時也指“流水”                                                  | 58,781    | 1,270平方英里 （3,289平方公里）  | 標示出瓦拉瓦拉縣位置的地圖   |
| 霍特科姆县   | 073      | 贝灵厄姆   |          | 1854     | 岛县                   | 諾克塞克語詞語，解“響水”                                                                  | 201,140   | 2,120平方英里 （5,491平方公里）  | 標示出霍特科姆县位置的地圖   |
| 惠特曼縣     | 075      | 科尔法克斯 |          | 1871     | 史蒂文斯縣             | 循道宗傳教士馬庫斯·惠特曼                                                                 | 44,776    | 2,159平方英里 （5,592平方公里）  | 標示出惠特曼縣位置的地圖     |
| 雅基马县     | 077      | 雅基馬     |          | 1865     | 費格遜縣（已廢縣）     | 美國原住民雅基馬人部落                                                                    | 243,231   | 4,296平方英里 （11,127平方公里） | 標示出雅基马县位置的地圖     |

## 舊縣名
- 原以奇黑利斯人（英语：Chehalis people）命名的奇黑利斯縣（Chehalis County）在1915年更名為格雷斯港县。[13][14]
- 原以美國原住民部落沙黑哇米什人（英语：Sahewamish）命名的沙哇米什縣（Sawamish County）在1864年更名梅森县。[15]
- 原以在北美印第安战争中陣亡的中尉威廉·A·斯勞特（William A. Slaughter）命名的斯勞特縣（Slaughter County）在建立前曾有兩個命名建議，分別是麥迪遜縣（Madison County）與基沙普縣[16]，而斯勞特縣在1857年建立後很快就更名為後者[17]。
- 原以乔治·温哥华命名的温哥华县（Vancouver County）在1849年更名克拉克县。[18][19]

## 已被廢除的縣
- 以華盛頓領地斯卡梅尼亚县議員詹姆斯·利奧·費格遜（James Leo Ferguson）命名的費格遜縣（Ferguson County）在1863年1月23日從瓦拉瓦拉縣析出，並在1865年1月18日被廢除。雅基馬縣在三日後（1865年1月21日）於費格遜縣故地建立。[20]
- 圭勒海特縣（英语：Quillehuyte County, Washington）在1868年由傑佛遜縣與克拉勒姆县析出，並在一年後被廢除，其所轄之地歸還原所屬縣。[6]

## 脚注
1. ↑  .   [2019-08-05]. （原始内容存档于2012-02-07）.
2. 1 2 3  . Online Encyclopedia of Washington State History. HistoryLink.org.   [2019-08-05]. （原始内容存档于2008-03-28）.
3. ↑  Smith 1913，第1頁.
4. ↑  Smith 1913，第15頁.
5. ↑  .   [2019-08-05]. （原始内容存档于2019-07-24）.
6. 1 2  Smith 1913，第11頁.
7. ↑  Hal Spencer. . The Spokesman-Review. AP. 1998-02-06: B8  [2019-08-05]. （原始内容存档于2022-04-30）.
8. ↑  . FindLaw. 1998-02-05  [2019-08-05]. （原始内容存档于2018-03-16）.
9. 1 2  . US Environmental Protection Agency.   [2019-08-05]. （原始内容存档于2011-12-11）.
10. 1 2 3 4  . National Association of Counties.   [2019-08-05]. （原始内容存档于2012-07-12）.
11. ↑  Phillips, James W. . University of Washington Press. 1971. ISBN 0-295-95158-3.
12. ↑  Smith 1913，第9頁.
13. ↑  Ott, Jen. . HistoryLink.org. 2008-07-01  [2019-08-05]. （原始内容存档于2016-05-18）.
14. ↑  . . 1915: 250  [2019-08-05]. （原始内容存档于2017-02-07）.
15. ↑  Wilma, David. . HistoryLink.org. 2006-04-19  [2019-08-05]. （原始内容存档于2016-05-17）.
16. ↑  Smith 1913，第7–8頁.
17. ↑  Wilma, David. . HistoryLink.org. 2006-07-27  [2019-08-05]. （原始内容存档于2016-07-15）.
18. ↑  Smith 1913，第1–2頁.
19. ↑  Holman 1910，第3–5頁.
20. ↑  Becker, Paula. . HistoryLink.org. 2005-09-20  [2019-08-05]. （原始内容存档于2016-05-18）.

## 外部連結
- Washington State and County Maps and Atlases, includes a step-by-step map showing the evolution of the counties